# Élections législatives de 1973 dans la Mayenne
Les élections législatives françaises de 1973 se déroulent les 4 et 11 mars 1973. Dans le département de la Mayenne, trois députés sont à élire dans le cadre de trois circonscriptions.

## Élus
| Circonscription | Député sortant    | Parti | Parti | Député élu ou réélu | Parti | Parti |
| --------------- | ----------------- | ----- | ----- | ------------------- | ----- | ----- |
| 1re             | Pierre Buron      |       | UDR   | Pierre Buron        |       | UDR   |
| 2e              | Henri de Gastines |       | UDR   | Henri de Gastines   |       | UDR   |
| 3e              | Bertrand Denis    |       | RI    | Bertrand Denis      |       | RI    |

## Résultats

### Résultats à l'échelle du département
| Parti                 | Parti                                   | Premier tour | Premier tour | Second tour | Second tour | Sièges |
| Parti                 | Parti                                   | Voix         | %            | Voix        | %           | Sièges |
| --------------------- | --------------------------------------- | ------------ | ------------ | ----------- | ----------- | ------ |
|                       | Union des démocrates pour la République | 43 054       | 32,40        | 27 678      | 53,89       | 2      |
|                       | Républicains indépendants               | 25 929       | 19,51        |             |             | 1      |
|                       | Divers droite                           | 1 680        | 1,26         | 0           |             |        |
|                       | Union des républicains de progrès       | 70 663       | 53,18        | 27 678      | 53,89       | 3      |
|                       |                                         |              |              |             |             |        |
|                       | Parti socialiste                        | 30 256       | 22,77        | 23 685      | 46,11       | 0      |
|                       | Parti communiste français               | 8 526        | 6,42         |             |             | 0      |
|                       | Union de la gauche                      | 38 782       | 29,19        | 23 685      | 46,11       | 0      |
|                       |                                         |              |              |             |             |        |
|                       | Mouvement réformateur                   | 23 437       | 17,64        | Retrait     | Retrait     | 0      |
|                       |                                         |              |              |             |             |        |
| Inscrits              | Inscrits                                | 159 663      | 100,00       | 62 933      | 100,00      | 3      |
| Abstentions           | Abstentions                             | 22 625       | 14,17        | 10 166      | 16,15       |        |
| Votants               | Votants                                 | 137 038      | 85,83        | 52 767      | 83,85       |        |
| Blancs et nuls        | Blancs et nuls                          | 4 156        | 3,03         | 1 404       | 2,66        |        |
| Exprimés              | Exprimés                                | 132 882      | 96,97        | 51 363      | 97,34       |        |
| Source : Data.gouv.fr |                                         |              |              |             |             |        |

### Résultats par circonscription

#### Première circonscription (Laval)
| Candidat       | Candidat                   | Parti          | Premier tour | Premier tour | Second tour | Second tour |  |
| Candidat       | Candidat                   | Parti          | Voix         | %            | Voix        | %           |  |
| -------------- | -------------------------- | -------------- | ------------ | ------------ | ----------- | ----------- |  |
|                | Pierre Buron sortant réélu | UDR (URP)      | 21 003       | 40,45        | 27 678      | 53,89       |  |
|                | Robert Buron               | PS (UGSD)      | 19 640       | 37,83        | 23 685      | 46,11       |  |
|                | Bernard Le Godais          | CD (MR)        | 7 687        | 14,8         | Retrait     | Retrait     |  |
|                | Jean Suret-Canale          | PCF            | 3 592        | 6,92         |             |             |  |
|                |                            |                |              |              |             |             |  |
| Inscrits       | Inscrits                   | Inscrits       | 62 933       | 100,00       | 62 933      | 100,00      |  |
| Abstentions    | Abstentions                | Abstentions    | 9 335        | 14,83        | 10 166      | 16,15       |  |
| Votants        | Votants                    | Votants        | 53 598       | 85,17        | 52 767      | 83,85       |  |
| Blancs et nuls | Blancs et nuls             | Blancs et nuls | 1 676        | 3,13         | 1 404       | 2,66        |  |
| Exprimés       | Exprimés                   | Exprimés       | 51 922       | 96,87        | 51 363      | 97,34       |  |

#### Deuxième circonscription (Château-Gontier)
|                | Henri de Gastines sortant réélu | UDR (URP)      | 22 051 | 53,29  |  |  |  |
|                | Jean Arthuis                    | CD (MR)        | 10 912 | 26,37  |  |  |  |
|                | Henri Houdou                    | PS (UGSD)      | 4 613  | 11,15  |  |  |  |
|                | Pierre Corgnet                  | PCF            | 2 124  | 5,13   |  |  |  |
|                | Victor Priou                    | Divers droite  | 1 680  | 4,06   |  |  |  |
|                |                                 |                |        |        |  |  |  |
| Inscrits       | Inscrits                        | Inscrits       | 49 065 | 100,00 |  |  |  |
| Abstentions    | Abstentions                     | Abstentions    | 6 555  | 13,36  |  |  |  |
| Votants        | Votants                         | Votants        | 42 510 | 86,64  |  |  |  |
| Blancs et nuls | Blancs et nuls                  | Blancs et nuls | 1 130  | 2,66   |  |  |  |
| Exprimés       | Exprimés                        | Exprimés       | 41 380 | 97,34  |  |  |  |

#### Troisième circonscription (Mayenne)
|                | Bertrand Denis sortant réélu | RI (URP)       | 25 929 | 65,51  |  |  |  |
|                | Richard Desaulnay            | PS (UGSD)      | 6 003  | 15,17  |  |  |  |
|                | François Cathala             | MR             | 4 838  | 12,22  |  |  |  |
|                | Marc Marillaud               | PCF            | 2 810  | 7,1    |  |  |  |
|                |                              |                |        |        |  |  |  |
| Inscrits       | Inscrits                     | Inscrits       | 47 665 | 100,00 |  |  |  |
| Abstentions    | Abstentions                  | Abstentions    | 6 735  | 14,13  |  |  |  |
| Votants        | Votants                      | Votants        | 40 930 | 85,87  |  |  |  |
| Blancs et nuls | Blancs et nuls               | Blancs et nuls | 1 350  | 3,3    |  |  |  |
| Exprimés       | Exprimés                     | Exprimés       | 39 580 | 96,7   |  |  |  |